# Noah Lindholm Møller Andersen
Noah Lindholm Møller Andersen (født 27. januar 2007 i Trørød) er en cykelrytter fra Danmark, der kører for Team Grenke-Auto Eder.

## Meritter
2024
1. plads, 2. etape, Grand Prix West Bohemia
1. plads, Gran Premio Eccellenze Valli del Soligo (TTT)
1. plads, Grand Prix de Luxembourg
2. plads samlet, Grand Prix Rüebliland
1. plads  Pointkonkurrencen
1. plads  Bjergkonkurrencen
1. plads  Ungdomskonkurrencen
2025
1.  Dansk juniormester i linjeløb
1. plads, Giro di Primavera
1. plads, GP Général Patton
1. plads, Grand Prix de Luxembourg
 Samlet vinder af Ain Bugey Valromey Tour
1. plads, 1. etape
2. plads, 3. og 5. etape
1. plads  Pointkonkurrencen
1. plads  Bjergkonkurrencen
2. plads samlet, LVM Saarland Trofeo
1. plads, 1. etape
2. plads, 4. etape